# قصر الابیض
قصر الابیض (به عربی: قصر الأبیض) یک روستا در سوریه است که در ناحیه سنجار واقع شده‌است. قصر الابیض ۵۰۳ نفر جمعیت دارد.